# دي. هارلان ويلسون
دي. هارلان ويلسون (بالإنجليزية: D. Harlan Wilson)‏ (3 سبتمبر 1971، غراند رابيدز في الولايات المتحدة)؛ روائي أمريكي.